# Izenave
Izenave ist eine französische Gemeinde mit 159 Einwohnern (Stand 1. Januar 2022) im Département Ain in der Region Auvergne-Rhône-Alpes. Sie gehört zum Kanton Plateau d’Hauteville im Arrondissement Nantua.

## Geographie
Izenave liegt auf 690 m, etwa 15 Kilometer nordöstlich der Stadt Ambérieu-en-Bugey und 29 Kilometer südöstlich der Präfektur Bourg-en-Bresse (Luftlinie). Das Bauerndorf erstreckt sich im zentralen Bugey, am südlichen Rand der breiten Senke der Combe du Val im Jura, am Fluss Borrey östlich der Chaîne de l’Avocat.
Die Fläche des 13,04 km² großen Gemeindegebiets umfasst einen Abschnitt des südlichen französischen Juras. Der zentrale Teil wird von der 1,2 km breiten in Nord-Süd-Richtung orientierten Mulde der Combe du Val (im Mittel auf 680 m) eingenommen, die eine Synklinale im Faltenjura bildet. Diese Mulde wird durch den Borrey nach Norden zum Oignin entwässert. Im Osten wird diese Senke durch die Antiklinale des Crêt de Châtillon (bis 950 m) begrenzt. Nach Westen reicht das Gemeindeareal auf den Höhenzug der Chaîne de l’Avocat, auf dem mit 1008 m die höchste Erhebung von Izenave erreicht wird. Der äußerste Westen des Gemeindebodens liegt im tief eingeschnittenen Tal des Bief de la Fouge.
Zu Izenave gehören der Weiler Brouillat (669 m) in der Talebene der Combe du Val und einige Einzelhöfe. Nachbargemeinden von Izenave sind Cerdon und Vieu-d’Izenave im Norden, Lantenay und Champdor-Corcelles mit Corcelles im Osten, Aranc im Süden sowie Corlier im Westen.

## Geschichte
Das Gemeindegebiet von Izenave war schon zur Burgunderzeit besiedelt; aus dieser Epoche stammen mehrere Grabstätten. Erstmals urkundlich erwähnt wird Izenave im 12. Jahrhundert als Besitz der Herren von Coligny. Später kam das Dorf an die Herrschaft Rougemont. Es befand sich seit dem Mittelalter unter der Oberhoheit der Grafen von Savoyen. Mit dem Vertrag von Lyon gelangte Izenave im Jahre 1601 an Frankreich.

### Bevölkerungsentwicklung
| Jahr                       | 1962 | 1968 | 1975 | 1982 | 1990 | 1999 | 2006 | 2011 | 2021 |
| Einwohner                  | 177  | 169  | 138  | 117  | 130  | 146  | 151  | 166  | 155  |
| Quellen: Cassini und INSEE |      |      |      |      |      |      |      |      |      |

Mit 159 Einwohnern (Stand 1. Januar 2022) gehört Izenave zu den kleinen Gemeinden des Départements Ain. Nachdem die Einwohnerzahl in der ersten Hälfte des 20. Jahrhunderts deutlich abgenommen hatte (1896 wurden noch 297 Personen gezählt), wurde seit Beginn der 1980er Jahre wieder eine leichte Bevölkerungszunahme verzeichnet.

## Wirtschaft und Infrastruktur
Izenave war bis weit ins 20. Jahrhundert hinein ein vorwiegend durch die Landwirtschaft, insbesondere Milchwirtschaft und Viehzucht geprägtes Dorf. Noch heute leben die Bewohner zur Hauptsache von der Tätigkeit im ersten Sektor. Außerhalb des primären Sektors gibt es nur wenige Arbeitsplätze im Dorf.
Die Ortschaft liegt abseits der größeren Durchgangsstraßen an einer Departementsstraße, die von Saint-Martin-du-Frêne nach Hauteville-Lompnes führt. Weitere Straßenverbindungen bestehen mit Lantenay und Corlier. Der nächste Anschluss an die Autobahn A40 befindet sich in einer Entfernung von rund 13 Kilometern.

## Sehenswürdigkeiten
Die Kirche Saint-Jean-Baptiste in Izenave wurde in gotischen Stilformen erbaut. Von der Burg La Valière aus dem 14. Jahrhundert sind Ruinen erhalten.

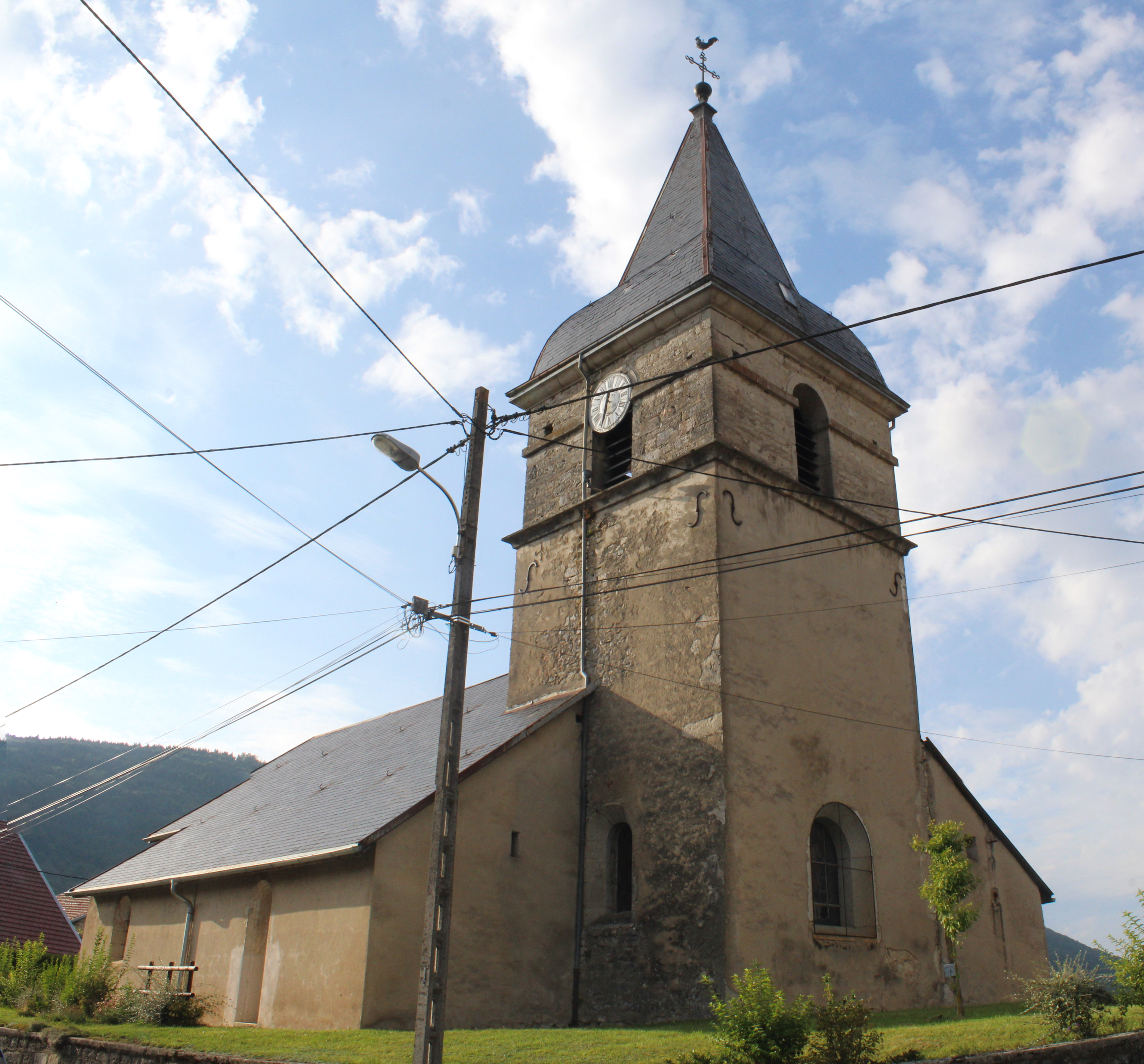
Kirche Saint-Jean-Baptiste
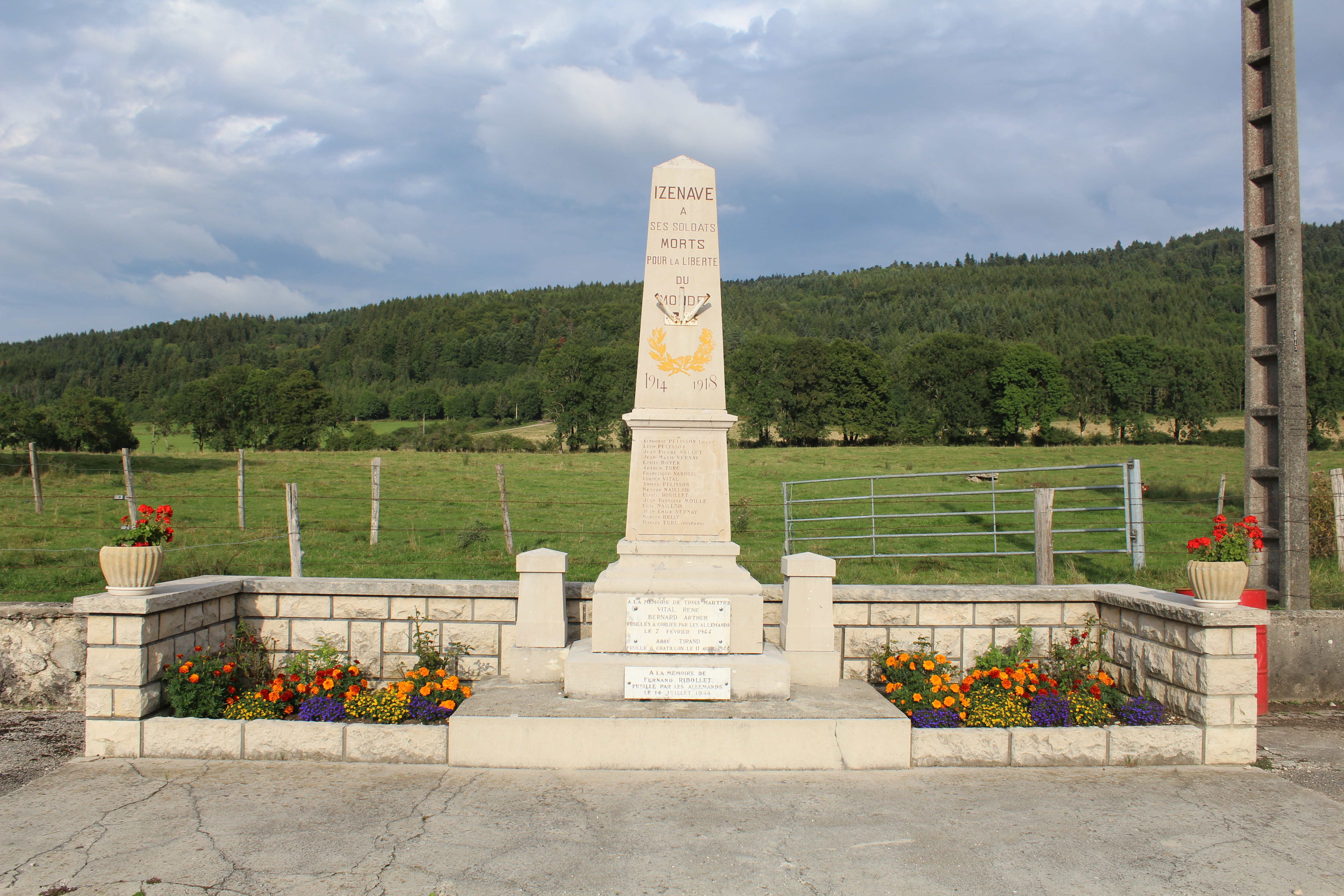
Gefallenendenkmal